# Grand Prix automobile de Belgique 1930
Le Grand Prix automobile de Belgique 1930 est un Grand Prix qui s'est tenue sur le circuit de Spa-Francorchamps le 20 juillet 1930. Le vainqueur de cette épreuve a également reçu le titre honorifique de vainqueur du Grand Prix automobile d'Europe.

## Classement
| Pos. | no | Pilote            | Automobile       | Tours | Temps/Abandon    |
| ---- | -- | ----------------- | ---------------- | ----- | ---------------- |
| 1    | 9  | Louis Chiron      | Bugatti T35C     | 40    | 5 h 8 min 34 s 6 |
| 2    | 8  | Guy Bouriat       | Bugatti T35C     | 40    | 5 h 9 min 34 s   |
| 3    | 7  | Albert Divo       | Bugatti T35C     | 40    | 5 h 13 min 54 s  |
| 4    | 4  | Arthur Duray      | Ariès            | 40    | 5 h 22 min 26 s  |
| 5    | 1  | Goffredo Zehender | Imperia          | 40    | 5 h 25 min 19 s  |
| 6    | 5  | Charles Montier   | Montier Speciale | 40    | 5 h 30 min 30 s  |
| 7    | 2  | Jérôme Ledure     | Imperia          | 40    | 5 h 41 min 47 s  |
| Abd. | 19 | Henri Stoffel     | Peugeot 174S     | 39    | Carburant        |
| Abd. | 12 | Joseph Reinartz   | Bugatti T35C     | 39    | Carburant        |
| Abd. | 6  | Ferdinand Montier | Montier Speciale | 39    | Carburant        |
| Abd. | 18 | Franz Gouvion     | Imperia          | ?     | Carburant        |
| Abd. | 16 | Max Thirion       | Bugatti T35      | 28    |                  |
| Abd. | 3  | Michel Doré       | Bugatti          | 27    |                  |
| Abd. | 20 | Émile Cornet      | Bugatti T35      | 12    |                  |
| Abd. | 17 | Émile Burie       | Georges Irat     | 7     |                  |
| Np.  | 10 | Baron d'Orimont   | Bugatti T35      |       |                  |
| Np.  | 11 | Ernest André      | Bugatti T35      |       |                  |
| Np.  | 14 | Georges Bouriano  | Bugatti T35B     |       |                  |
| Np.  | 15 | « Mascio »        | Bugatti T35      |       |                  |
| Np.  |    | « Delzaert »      | Bugatti T37A     |       |                  |